# 랴오닝호 항공모함

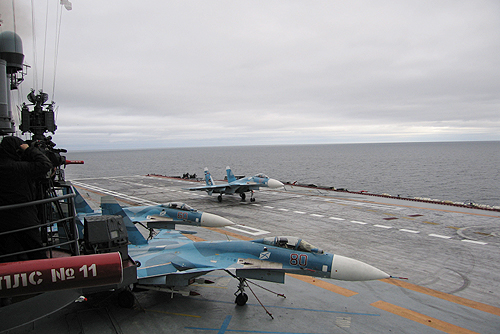
쿠즈네초프 항공모함의 수호이 Su-33 전투기

길이 306 m인 쿠즈네초프 항공모함에서 이착륙에 필요한 항공갑판의 길이는 200 m가 안된다

랴오닝호 항공모함(遼寧號航空母艦) 또는 바랴크 항공모함(영어: Soviet aircraft carrier Varyag, 러시아어: Варяг, 중국어: 瓦良格)은 원래 1985년 소련의 니콜라예프 조선소에서 6만t급으로 건조하던 쿠즈네초프 항공모함의 2번함으로 소련이 1991년 12월 25일 붕괴한 후, 재정난으로 1992년 공정률 70% 상태에서 건조가 중단된 후 우크라이나 정부가 구입했고, 1998년 홍콩의 작은 회사를 앞세운 중국이 다시 이것을 우크라이나 정부로부터 마카오의 해상 카지노를 만든다는 명목으로 2000만 달러에 사들여 2002년에 다롄조선소로 가져와서 개보수 작업을 하고 있다.
동급 1번함인 쿠즈네초프 항공모함은 배수량 5만톤급으로 12대의 Su-35 전투기와 5대의 Su-25 전투기 등 총 17대의 전투기를 탑재한다. 미국은 전투기 80대가 탑재되는 10만톤급 항공모함 10여척을 사용중이나, 러시아는 그 절반인 5만톤급을 사용한다.

## 역사

### 소비에트 연방의 바랴크호
바랴크호는 소비에트 연방이 건조하던 항공모함이었다. ‘바랴크(Варяг)’는 러시아어로 바링기아인을 부르는 말이다. 기본적인 제원은 러시아 유일의 항모인 쿠즈네초프와 같을 것으로 예상된다.
엔진과 조타 장치 등 동력계통이 장착되지 않고 함체의 기본적 골격만 완성된 70% 정도의 공정에서 구 소련이 붕괴된 후 재정난으로 1992년 건조작업이 중단되었다.

### 중국의 구입
우크라이나가 바랴크호의 매각을 추진하자 중국이 홍콩의 유령 회사를 앞세워 구입하였다.
구 소련의 미취역 항모인 바랴크 항모를 우크라이나로부터 2천만 달러를 주고 구입한 홍콩 아겐시아 투리스티카사는 마카오에서 세계최대의 해상 카지노겸 호텔로 사용하겠다고 밝히고 있지만, 2002년 2월 마카오 정부가 카지노 영업권을 입찰에 붙였을 때 영업권을 따냈던 3개 회사와는 아무런 관련이 없음이 밝혀졌으며, 아겐시아 투리스티카사는 홍콩 무역회사인 친룩(Chong Lot) 홀딩스사가 소유한 껍데기 뿐인 회사로 지난 1997년8월 190만 홍콩달러규모의 소액 자본으로 등록된 회사로 알려져 있다.
특히, 친룩 홀딩스사의 이사들 중 4명은 중국 산둥성의 해군기지와 관련이 있으며, 친룩 홀딩스사 자체도 재정상태가 부실해 우크라이나 정부에 바랴크 값으로 지불한 2천만 달러와 1천만이상이 지불된 것으로 알려진 운송(네덜란드 ITC)비를 지불할 능력이 있는지 조차 의심스러울 정도였지만 자본금이 190만 달러에 불과한 껍데기뿐인 계열회사 아겐시아 투리스티카사는 중국정부가 없었다면 항모의 구입자금을 어디서 어떻게 조달했을지는 의문이 아닐 수 없다.
이후 항모 바랴크호는 흑해에 정박 중일 때 홍콩기업과 우크라이나 측은 바랴크호를 마카오로 끌고 가기 위해 이제까지 여러 차례 터키 해운당국에 보스포루스 해협 통과를 승인해 달라고 요청했다.
1936년 체결된 몬트록스 협약에 따르면 평화시 항모가 보스포루스 해협을 통과하기 위해서는 해협 관할국인 터키의 허가를 얻어야 한다. 당초 터키 정부는 바랴크호의 해협통과를 불허했다. 엔진과 조타장치가 없는 바랴크호가 보스포루스 해협에 진입했다가 불상사를 일으킬 경우 해협이 봉쇄되는 최악의 사태가 발생한다는 이유를 들어 통과를 완강히 거부해 왔다. 또한 터키 정부로부터 “터키는 전시나 평화시를 불문하고, 모든 나라 상선의 통항 자유를 인정한다. 군함이나 터키가 교전국인 경우에는 일정한 제약이 있으며, 흑해 연안국에는 특혜가 인정된다.”는 몽트뢰 조약을 들며 바랴크호에 대한 보스포루스 해협 통과를 허가해주지 않았다.
터키가 바랴크의 보스포루스 해협 통과를 거부하는 바람에 1998년 중국에 인도된 항모 바랴그는, 몽트뢰 조약 때문에 엔진과 전자장비를 모조리 해체 함은 물론 보스포루스 해협 및 다르다넬스 해협 통과 허가가 나지 않자, 중국은 터키 정부에 3억6,100만불 상당의 무역관련 특혜 이권과, 터키에 발전소 2기를 파격적인 조건으로 건설해 주는 것이 선물중 하나였으며, 아울러 중국정부가 허가하는 관광대상국에 터키를 포함시키는 한편, 앞으로 중국인 관광객 200만명을 터키에 보내주기로 한다는 조건으로 겨우 터키 해협을 통과할 수 있었다. 터키측과의 협상에는 중국 교통부 부부장이 직접 나섰다.
하지만 지중해에서 다시 아라비아해를 잇는 수에즈 운하 역시 통과가 허락되지 않아서 결국 먼 아프리카 대륙의 남단 희망봉을 도는 장거리 예인 항해 끝에 2002년 3월에야 중국 다롄 항에 바랴크를 정박시킬 수 있었다.

### 바랴크함 개조
구입 당시 항모 바랴크는 마카오에서 카지노로 전용을 목적으로 인도되었음에도 당초 바랴크 도입 취지와는 달리 중국최대의 해군조선소인 요령성 대련항에서 중국의 항공모함으로 개조되고 있다.
중국이 우크라이나에서 사들여 2002년부터 다롄(大連) 조선소에서 개조 작업을 벌이고 있는 구(舊)소련의 바랴크 항공모함이 2011년 4월 완공 단계에 접어들어 마무리 작업이 진행되고 있다. -신화통신과 환구시보(環球時報) 등 중국 관영 매체 보도(2011.4.7)-
중국은 2006년부터 비밀리에 우크라이나 해군기지에서 항공모함 이착륙 훈련을 받았다고 upi통신이 보도했다.
(다렌조선소에서 개수중인 바랴크함) 보관됨 2016-03-06 - 웨이백 머신
이후 바랴크는 오랫동안 다롄 항에 방치되어 있었으나 수년 전부터 중국은 바랴크에 대한 개조 공사를 실시하고 있는 것으로 알려졌다. 이것이 가능했던 것은 바랴크의 엔진과 관련 장비, 전기 계통이 그대로 남아있었으며, 절단된 케이블이나 파이프도 재생이 쉬운 상태로 남아있었기 때문이었다. 특히 중국은 우크라이나의 니콜라예프 조선소로부터 바랴크의 설계자료와 기술도면, 설계도를 모두 구입한 것으로 전해지고 있다. 이에 따라 바랴크가 2010년대 중반 중국 해군의 항모로 취역하는 것이 아니냐는 관측이 끊임없이 제기되고 있다.
또한 바랴크의 개조를 위해 중국내륙 후베이(湖北)성의 성도 우한(武漢)시에 콘크리트로된 실물모형크기의 바랴크 항공모함과 동일한 14%경사의 스키점프대를 갖춘 육상 항공모함을 만들고 바랴크 개조 및 항공모함 건조에 필요한 각종시험실시 및 기술개발과 항모에 사용할 각종 전투기의 이함과 착함 육상 훈련기지로 이미 활용하고 있다.
홍콩의 사우스차이나모닝포스트는 2009년 10월 19일 우한 시에 만들어진 거대한 항공모함 모형을 찍은 사진을 공개하고 “이는 중국의 항공모함 건조 프로젝트가 성숙단계에 이르렀음을 보여주는 증거”라고 보도 했다. 항공모함 모형은 갑판과 지휘탑 등 주요 외관이 완성단계에 있으며 마치 대형 건물처럼 보인다고 이 신문은 전했다.
이 항공모함 모형은 실제 항공모함 제작에 앞서 레이다망 조정, 배선 장치 설계 등 다양한 실험을 하기 위해 제작중인 것으로 군사전문가들은 해석했다.
바랴크에 탑재될 중국산 전투기는 선양 J-15로 알려졌다. 2009년 8월 31일 초도비행을 하였다. 러시아 해군의 쿠즈네초프 항공모함의 수호이 Su-33 전투기와 비슷하다. 우크라이나를 통해 수호이 Su-33를 모방한 것이라고도 한다.
항공모함 '바랴그'의 중국 이름은 '스랑(施琅·청나라 수군 장수로 대만을 수복한 인물)'으로 정해졌다. 중국은 1940년대 국민당 정부 해군이 항공모함 건조 계획을 수립한 이후 70년 만에 항모 보유의 꿈을 실현하게 되었다.
(중국 항모 운항관련 언론 보도자료 1) (자료 2) (자료 3)
바랴크함은 원래 소련이 제작하던 쿠즈네초프급(5만5000t) 항공모함이었지만, 소련 해체 뒤 방치된 채 우크라이나에 넘어갔다가 1998년 미완성 상태로 방치되던 ‘바랴크호’를 2000만달러에 사들인 중국이 다롄조선소에서 랴오닝호로 개조했으며, 14년만인 2012년 9월25일 드디어 중국항공모함으로 정식 취역하게 됨으로써 중국은 항모 보유국의 꿈을 이루게 됐다.
증기터빈 엔진으로 움직이는 랴오닝호는 갑판 길이가 302ｍ, 최대 속력이 29노트에 달하며 2000여명의 장병을 태우고 항공기 17여대를 탑재할 수 있다. 중국은 랴오닝호에 자체 개발한 젠15(J-15) 전투기를 탑재할 예정이다.
- 바랴크호라는 옛 이름으로 불리던 항공모함에는 랴오닝호라는 정식 이름 부여[2]

- 중국은 바랴크의 개조와 함께, 베이징급 항공모함의 건조를 진행 중인 것으로 알려져 있다.

(자료 4)

## 미드웨이급
랴오닝호는 미국의 중형항공모함인 미드웨이급 항공모함과 비슷한 체급의 항공모함이다. 항공모함은 경항모, 중형항모, 대형항모(슈퍼캐리어) 이 세가지로 분류되는데, 중형항모인 미드웨이급 다음은 슈퍼캐리어인 포레스탈급 항공모함이다.
랴오닝호는 쿠즈네초프 항공모함의 2번함이 건조중단 된 것을 수입해 완공한 것인데, 쿠즈네초프는 슈퍼캐리어가 아니라 중형항모로 분류된다.
2013년 현재 G20 강대국들은 디젤 중형항모 건조경쟁을 하고 있다.
- 러시아 쿠즈네초프 항공모함, 차기 러시아 항공모함. 2~6척 계획
- 중국 랴오닝호(쿠즈네초프 도입사업), 베이징급 항공모함. 6척 계획
- 인도 비크란트급 항공모함, 비크라마디티야급 항공모함, 1척,2계획, 쿠즈네초프 도입사업[출처 필요]
- 영국 퀸 엘리자베스급 항공모함. 2척 계획
- 프랑스 차기 프랑스 항공모함. 1척 계획
- 일본 이즈모급 항공모함. 2척 계획
- 미국 아메리카급 강습상륙함. 3척 계획
- 한국 이어도급 강습상륙함. 1척
- 오스트레일리아 캔버라급 강습상륙함. 2척 계획

## 대한민국
2016년 12월 16일 서해 인접 보하이 만에서 랴오닝호를 동원해 대규모 실탄훈련을 했다. 수십 척의 함정과 수십 대의 전투기가 참여했고 공대공, 함대공, 공대함 등 다양한 미사일 10여 발 발사됐다. 중국 역사상 최초로 항공모함에서 이륙한 J-15 전투기가 미사일 실탄을 발사하는 장면이 공개되었다.
같은 날 한국 해군사관학교 졸업반과 해군 장병 등 600여 명은 충무공 이순신함과 천지함에 나눠 타고 칭다오항에 입항하려고 하였으나, 중국 정부는 입항을 거부했다. 10개국을 거쳐 마지막 기항지로 칭다오항에 16일부터 3박 4일간 기항한 뒤 귀국하려 했다.
중국 베이징 소식통은"항공모함 규모로는 소형에 속하는 랴오닝호를 주로 서해에서 운용할 의도가 있다는 말도 나오고 있다"면서 "서해는 북한의 도발 사태가 이어지면 이를 견제하기 위해 미국의 항공모함이 자주 나타나는 곳이기도 하다"고 말했다.
랴오닝호는 17일까지 약 일주일 동안 실탄훈련을 실시했으며, 중국 군사 당국이 사상 처음으로 작정하고 실시한 훈련인 만큼 많은 첨단 무기와 장비들도 동원되었다.
2016년 12월 23일 서해 해상에서 랴오닝호가 실탄 사격 훈련을 했다. 매우 예외적으로, 우성리(吳勝利) 해군사령원(사령관)이 직접 승선해 훈련을 지도했다. 한국의 사드 배치에 대한 무력시위이다. 16일 보다 서해로 접근했다.
사드가 재래식미사일이 아니라 핵미사일 방어체계이며, 중국이 이에 대한 보복으로 랴오닝호의 실탄훈련을 공개하며 한국 구축함 입항을 거부한 것은, 서울에 대한 핵공격 위협을 한 것으로 보인다. 보통 핵무장국의 항공모함에는 전투기 탑재용 핵폭탄, 핵미사일 등이 탑재된다. 랴오닝호를 서해에서 주로 운용할 계획이라는 말은, 랴오닝호가 전세계 다른 국가를 핵공격하기 위한 용도가 아니라, 대한민국 서울을 핵공격할 것이 주된 용도라는 의미이다.
중국은 1964년 핵 선제 불사용(en:No First Use) 정책을 전세계에 일방선언했다.
그러나 1998년부터 국방백서에 매번 천명하던 핵 선제 불사용을, 2012년 국방백서에서는 삭제하고, "중국도 미사일 핵무기를 사용하여 적에게 반격한다"고 썼다며 일본 교도통신이 보도했다. 이에 대해 일본을 중심으로, 국제사회의 우려가 커지자, 2013년 4월 22일 중국 외교부 군축사(국) 사장 팡썬(龐森)은 콜롬비아 네이바에서 열린 `핵무기비확산조약' 제9차 심의회에서 "중국은 어떠한 상황에서도 핵무기를 먼저 사용하지 않는다는 원칙을 계속 준수할 것"이며, "중국은 비핵국가나 지역에 대해 핵무기를 사용하거나 핵무기 사용 위협을 하지 않을 것"이라고 밝혔다.
2016년 기준으로, 중국은 핵 선제 사용(제1격) 쪽으로 선회하는 조짐을 보이고 있다.

## 같이 보기
- 쿠즈네초프 항공모함
- 키예프급 항공모함
- 베이징급 항공모함
- 선양 J-15